# District de Sargans
Le district de Sargans était l'un des quatorze districts du canton de Saint-Gall.

## Histoire
Seigneurie médiévale, bailliage commun (1483-1798) et district du canton de Saint-Gall (1803-2002) sous le nom de Sargans, le S. est, dès 2003, une région et circonscription électorale comprenant les huit communes de Sargans, Vilters-Wangs, Bad Ragaz, Pfäfers, Mels, Flums, Walenstadt et Quarten. Les comtes de Sargans sont attestés au XIIIe s., le Pays de Sargans (Land Sargans) en 1423, un sceau en 1438. L'appellation S. (1435 Sarganser land) s'imposa dans la langue quotidienne dès la seconde moitié du XVe s. Env. 7500 hab. en 1640, env. 12 000 en 1780, 11 383 en 1809, 14 992 en 1850, 18 828 en 1900, 25 060 en 1950, 35 339 en 2000.

## Communes
- Bad Ragaz
- Flums
- Mels
- Pfäfers
- Quarten
- Sargans
- Vilters-Wangs
- Walenstadt